# أدب الإملاء والاستملاء (كتاب)
أدب الإملاء والاستملاء هو كتاب عن المملي والمستملي، ألفه الحافظ أبو سعد السمعاني (506 هـ - 562 هـ).

## الكتاب
بين المؤلف في كتابه ما يحتاج إليه المملي والمستملي من التخلق بالأخلاق السنية والاقتداء بالسنن النبوية، وقد اعتني الكتاب بإصلاح المعلم مظهره الخارجي، وتنظيم وترتيب المعلم للدرس وتحضيره له، ومخاطبة المعلم للطلاب بلغة واضحة مفهومة، وضبط الطالب للدرس ومقابلة ما كتبه على ما عند الشيخ، ويتحدث عن أدب الطالب مع شيخه، والاهتمام بوسائل الكتابة والإملاء من أقلام ومحابر، والتأكيد على وضوح الخط، وغير ذلك من الموضوعات التي يحتاجها العالم والمتعلم.

## أهمية الكتاب
ويعد هذا الكتاب من كتب علوم الحديث، وقد استقى المصنف مادته من بعض الآيات القرانية الكريمة التي تناسب المقام، كما اشتمل الكتاب على 140 حديثا مرفوعا، استدل بها على مختلف مباحث الكتاب، وهذه الأحاديث مسندة كلها إلى النبي ، وفي الكتاب الكثير من الآثار الموقوفة على الصحابة رضوان الله عليهم أو التابعين فمن بعدهم، وهذه الآثار تتضمن أقوالا وأخبارا تساهم في بيان أدب الإملاء والاستملاء عند السلف الصالح، وقد ضم الكتاب 160 بيتا من الشعر التي نظمت في هذا الفن، والتي تحض على لزوم آداب الإسلام في طلب العلم الشرعي، كما تضمن الكتاب بعض الحكايات التي ساعدت على فهم مختلف المواضيع التي بحثها المصنف.